# Friedrich Wimmer (SS-Brigadeführer)
Friedrich Johann Wimmer, född 9 juli 1897 i Salzburg, död 2 augusti 1965 i Regensburg, var en österrikisk konsthistoriker, jurist, nazistisk politiker och SS-general. Han var under andra världskriget generalkommissarie för förvaltning och rättsväsen i det av Tyskland ockuperade Nederländerna.

## Biografi
Wimmer gick i skolan i sin hemstad. Från 1915 till 1918 tjänstgjorde han i den österrikisk-ungerska armén och stred i första världskriget. Vid krigsslutet 1918 var han löjtnant i reserven.
Mellan 1919 och 1920 studerade Wimmer historia, konsthistoria och filosofi i Wien. Han studerade bland annat under professor Josef Strzygowski, vars rasteorier influerade Wimmer. Under de två påföljande åren läste han vidare vid Göteborgs högskola och var för en tid assistent vid Göteborgs konstmuseum. År 1922 promoverades Wimmer till filosofie doktor efter att ha disputerat på avhandlingen Die frühe christliche Steinbaukunst in Schweden. Från 1926 till 1930 studerade han rättsvetenskap i Wien och promoverades till juris utriusque doktor. I slutet av 1920-talet var Wimmer verksam vid Konsthistoriska institutet vid Wiens universitet och senare som arkeolog vid Niederösterreichischen Landesmuseum.

### NSDAP
År 1934 blev Wimmer medlem i den österrikiska motsvarigheten till Nationalsocialistiska tyska arbetarepartiet (NSDAP), som då var illegalt. Han blev rådgivare åt Josef Leopold, ledare för det österrikiska nazistpartiet, Edmund Glaise-Horstenau och Arthur Seyss-Inquart. Wimmer gjorde karriär i ståndsstaten trots sitt medlemskap i det illegala nazistpartiet. I december 1935 utsågs han till ministerialsekreterare.

### Anschluss
Omedelbart före Anschluss, Tysklands annektering av Österrike den 13 mars 1938, inträdde Wimmer i Schutzstaffel (SS) och blev statssekreterare i Seyss-Inquarts kortlivade ministär. Tillsammans med den tyska förvaltningen utarbetade han lagen för Österrikes förening med Tyskland och var medförfattare till Gesetzes über die Wiedervereinigung Österreichs mit dem Deutschen Reich av den 13 mars 1938.
Från 1939 till 1943 var Wimmer ministerpresident i Oberpfalz med säte i Regensburg. Han blev därtill medlem i Nationalsozialistische Volkswohlfahrt och Nationalsocialistiska juristförbundet.

### Nederländerna
I maj 1940 utnämndes Wimmer till generalkommissarie för förvaltning och rättsväsen i det av Tyskland ockuperade Nederländerna under landets rikskommissarie Arthur Seyss-Inquart. Då han 1944 därjämte blev verkställande generalkommissarie för ekonomi och finansväsen utövade Wimmer ett omfattande inflytande över den tyska civilförvaltningen i Nederländerna.

### Efter andra världskriget
Wimmer greps i maj 1945 och hamnade i brittisk krigsfångenskap. I augusti 1947 överfördes han till fängelsesjukhuset i Garmisch-Partenkirchen, där han behandlades för hjärtproblem. Wimmers avnazifieringsförhandling ägde rum i Regensburg i mars 1949. Påföljande månad anställdes han som chef för juridiska avdelningen vid Mannheims livförsäkringskassa. Han avgick 1953 på grund av hälsoskäl.
Wimmer inkallades den 13 och 14 juni 1946 som försvarsvittne åt Seyss-Inquart, som stod åtalad inför den Internationella militärtribunalen i Nurnberg.

## Befordringshistorik
| Datum             | Tjänstegrad            | Anmärkning                        |
| ----------------- | ---------------------- | --------------------------------- |
| 1938              | SS-Hauptscharführer    |                                   |
| 13 juli 1938      | SS-Obersturmführer     | med verkan från 12 mars 1938      |
| 28 september 1938 | SS-Sturmbannführer     | med verkan från 25 juli 1938      |
| 6 juni 1940       | SS-Obersturmbannführer | med verkan från 11 september 1938 |
| 6 juni 1940       | SS-Standartenführer    | med verkan från 10 september 1939 |
| 6 juni 1940       | SS-Oberführer          | med verkan från 2 juni 1940       |
| 16 maj 1942       | SS-Brigadeführer       |                                   |